# Tone
Tone je moško osebno ime.

## Izpeljanke imena
Tonča, Tonče, Tonček, Tonči, Toni, Tonjo, Tonin, Tonino, Tonki, Tonko

## Izvor imena
Ime Tone je skrajšana oblika imena Anton. Z imensko pripono (sufiksom) -e, ki je v imenu Tone, se tvorijo ljubkovalne in manjšalne oblike imen. Podobno velja tudi za sufikse v ostalih navedenih različicah imen, ki si končajo na -ča, -če, -ček, -či, -i, -jo , -in, -ino, -ki in -ko

## Pogostost imena
Po podatkih Statističnega urada Republike Slovenije je bilo na dan 31. decembra 2007 v Sloveniji 507 oseb z imenom Tone. Ostale oblike imena, ki so bile na ta dan v uporabi: Tonček(228), Tonči(15), Toni(475) in Tonko(5).

## Osebni praznik
V koledarju je ime Tone uvrščeno k imenu Anton.

## Znani nosilci imena
- Tone Cerer, plavalec
- Tone Krkovič, brigadir in veteran vojne za Sloveniji
- Tone Fajfar, partizan prvoborec
- Tone Ferenc, zgodovinar
- Tone Fornezzi, novinar in humorist
- Tone Gale, hokejist